# Альгешево
Альге́шево (рос. Альгешево, чув. Алькеш) — село у складі Чебоксарського району Чувашії, Росія. Входить до складу Сіньяльського сільського поселення.
Населення — 480 осіб (2010; 368 у 2002).
Національний склад:
- чуваші — 96 %